# Calliste (affranchi)
Pour les articles homonymes, voir Calliste.
Caius Julius Callistus ou Calliste est un affranchi durant les règnes de Caligula et de Claude.

## Biographie
Esclave d'origine grecque, il est acheté parmi les esclaves de rebut puis affranchi par Caligula, dont il reprend le prénom et le gentilice. Il s'enrichit par sa vénalité, et son influence sur Caligula. Selon Sénèque, il oblige son ancien maître à attendre debout, et l'exclut des rencontres avec l'empereur. Il a parfois un rôle modérateur, en faveur de Domitius Afer, accusé par Caligula devant le Sénat.
Sa fille Nymphidia aurait eu une liaison avec Caligula, bruit que fit courir le fils de Nymphidia, Nymphidius Sabinus lors de ses intrigues contre Galba.
Inquiet des fantaisies meurtrières de Caligula et craignant pour sa survie, il trempe dans son assassinat en 41. Il se fait bien voir de Claude, le nouvel empereur, en prétendant n'avoir pas exécuté les ordres de l'empoisonner formulés par Caligula.
Selon les historiens antiques, il exercerait une influence considérable sur Claude, avec les autres affranchis Pallas et Narcisse. Claude lui confie la direction d'un service administratif traitant les causes évoquées en appel à l'empereur (a cognitibus) et les requêtes (ab libellis). En 48, lorsque les affranchis se concertent pour informer Claude de l'inconduite de son épouse Messaline, Calliste renonce par prudence et laisse faire Narcisse. Pour remarier Claude après la mort de Messaline, chaque affranchi a sa candidate, Calliste présente Lollia Paulina, fille de consulaire, brève épouse de Caligula et sans enfant, contre Agrippine, soutenue par Pallas. Le succès d'Agrippine cause vraisemblablement sa disgrâce. Dion Cassius, historien grec de Rome du IIe siècle, précise que Calliste "est mort à l'acmé de son ascension".
Son enrichissement fut considérable, supérieur selon Pline l'Ancien à celui du multi millionnaire du siècle précédent Crassus, et son train de vie fastueux : il se fit construire une salle à manger avec trente magnifiques colonnes en onyx.